# Хан, Йоханнес
Йоханнес Хан (нем. Johannes Hahn; род. 2 декабря 1957, Вена, Австрия) — австрийский политический деятель, член Австрийской народной партии. Европейский комиссар по вопросам расширения и политики добрососедства с 1 ноября 2014 года по 30 ноября 2019.

## Образование
В 1975 году окончил среднюю школу. Учился в Венском университете, где получил степень доктора философии в 1987 году.

### Языки
Кроме родного немецкого, свободно владеет английским языком.

## Профессиональная карьера
- 1985—1987 — работник Федерации австрийской промышленности.
- 1987—1989 — Генеральный секретарь австрийской Ассоциации менеджеров.
- 1989—1992 — управленческие функции в различных областях промышленности Австрии.
- 1992—1997 — исполнительный директор Австрийской народной партии в Вене.
- 1997—2003 — член правления, затем Генерального директора компании Novomatic AG.

## Политика
Начал свою политическую карьеру в молодёжной организации Австрийской народной партии, где был председателем Венской группы по 1980 по 1985 год.
- 1996—2003 — член Регионального совета Вены.
- 2003—2007 — член Регионального правительства Вены.
- Январь 2007 — январь 2010 — Федеральный министр по науке и исследованиям.
- Декабрь 2008 — январь 2009 — Федеральный министр юстиции.
- 2010—2014 — европейский комиссар по региональной политике.
- C 2014 года — европейский комиссар по вопросам расширения и политики добрососедства в Комиссии Юнкера.
- С 1 июля 2019 года — временно исполняющий обязанности еврокомиссара по региональной политике после отставки Корины Крецу[3].

## Семья
Женат, имеет сына, который родился в 1988 году.

## Награды
- Орден Почёта (9 мая 2024 года, Молдавия) — в знак высокой оценки за вклад в укрепление отношений сотрудничества между Республикой Молдова и Европейским Союзом, за поддержку европейского курса и продвижение интересов Республики Молдова в институтах Сообщества, а также за существенную помощь, оказанную в укреплении экономической устойчивости нашей страны[4].